# Xerxes II.
Xerxes II. (persisch خشایارشا Chaschayārschā [xæʃæjɔːrˈʃɔː], altpersisch: Chschayaŗschā; † Anfang 423 v. Chr.) war 424–423 v. Chr. Großkönig des persischen Achämenidenreichs.
Aufgrund der sehr dürftigen Quellenlage lassen sich kaum genaue Angaben zur Person des Xerxes machen, der bei den antiken Geschichtsschreibern nur von Ktesias von Knidos in dessen Persika erwähnt wird. Xerxes II. wurde nach dem Tod seines Vaters Artaxerxes I. (dieser starb zwischen Dezember 424 und Februar 423 v. Chr.) Thronfolger und persischer Großkönig. Er wurde nach einer Herrschaft von nur 45 Tagen von seinem Halbbruder Sogdianos im Schlaf ermordet. Dieser bestieg danach selbst den Thron, wurde jedoch seinerseits bereits nach wenigen Monaten von einem Halbbruder ermordet, der als Dareios II. persischer Großkönig wurde.